# Račka Puhačka
Račka Puhačka je otroška slikanica avtorja Iva Zormana, ki je izšla leta 1988 pri založbi Mladinska knjiga. Delo je ilustriral Zvonko Čoh.

## Vsebina pravljice
Govori o času, ko so bili avtomobili na cesti redki, še manj je bilo avtobusov. Če so ljudje hoteli potovati, so se peljali z vlakom. Tak vlak je bila lokomotiva Račka Puhačka. Če jo je človek od daleč pogledal, kako sope čez ravno polje, je bila videti kot račka, ki plava po ribniku. Tako je dobila ime.
Bila je lokomotiva, ki je ljudi prevažala v Ljubljano na delo in šolarje v šolo. 
V zgodbi spoznamo gospo Žargijevo in gospoda Kovača, ki se redno vozita na delo, šolarje, ki so bili najbolj veseli, ko so zaradi Račke Puhačke zamudili v šolo. 
Prometnik Pepe je poznal vsakega in vedel na kateri vlak mora. Če je kdo zaspal, je Pepe stisnil loparček pazduho in čakal dokler ni prišel. 
Osrednji dogodek pripoveduje o klancu pred Ljubljano, ki je lokomotivi predstavljal največji problem. Tako se je morala Račka Puhačka vrniti na ravnino in vzeti zalet, da je lahko prišla do Ljubljane. 
Čistilke, ki so skrbele za čistočo vlakov, so pogostokrat nanjo pozabile. Bila je namreč na šesti progi in čistilke so se preveč zamudile že z vlaki na sprednjih tirih. Tako je bila Račka vsa umazana, klopi so bile črne od saj in šipe okajene od dima. 
Le enkrat se je zgodilo, da so jo preeusmerili na prvi tir4. Takrat so jo tako očistile, da jo potniki skoraj niso prepoznali. 
Danes Račka Puhačka ne vozi več. Stoji na ploščadi pred železniško postajo in se razkazuje radovednim otrokom. 

## O likih
RAČKA PUHAČKA
Račka Puhačka označuje predmet preteklosti, ki ga danes niti opazimo ne več. Račka Puhačka je takrat predstavljala pomemben člen vsakdanjika ljudi, saj so jo uporabljali za prevoz in bi se brez nje ljudje le težko znašli. Zaradi napredka pa so jo zamenjala vozila in danes več nima večjega pomena. 

GOSPA ŽARGIJEVA
Predstavlja takratno meščansko gospo. Vlak je uporabljala za odhod na delo. V vagonu si je vedno pogrnila prtič, da je lahko sedla na klop. Vsako nedeljo se je odpeljala v kavarno, da je posedela na stolu pri oknu, popila kavo, prelistala dunajske časopise in poklepetala s prijateljicami. 

GOSPOD KOVAČ
Predstavlja meščanskega gospoda. Na postaji vedno pokadi cigareto s sprevodnikom. Ni imel rad, če so občutljive gospe vihale nosove nad njegovim dimom. 
PROMETNIK PEPE
Poznal je vsakega potnika, za vsakega je vedel na kateri vlak mora. Ko je z rdečo kapo in z loparčkom v rokah stopil iz pisarne, je s pogledom preletel vsa okna in ploščadi. 